# Passage (The Tannahill Weavers)
| Recensione | Giudizio |
| ---------- | -------- |
| AllMusic   | [ 1 ]    |

Passage è il quinto album discografico dei The Tannahill Weavers, pubblicato dalla casa discografica Green Linnet Records nel 1984.

## Tracce
Brani tradizionali (arrangiamento: The Tannahill Weavers), eccetto dove indicato.
Lato A
1. Roddie MacDonald's Favourite – 2:45
2. Jamie Raeburn's Farewell – 4:41
3. Harris and the Mare – 5:47 (Stan Rogers)
4. Duntroon / Trip to Alaska – 4:11 (Alan MacLeod (Trip to Alaska))
5. The Highland Laddie – 4:43

Lato B
1. At the End of a Pointed Gun – 5:11 (William Laskin (testo), tradizionale (musica))
2. Lady Dysie – 4:05
3. The Coach House Reel / Marie Christine / The Coach House Reel – 3:54 (Alan MacLeod (The Coach House Reel), Gordon Lightfoot (Marie Christine))
4. Phuktiphanno / John MacKenzie's Fancy – 2:58
5. Drink a Round – 4:29 (Bill Bourne)

## Musicisti
- Roy Gullane - voce, chitarra acustica, banjo tenore, mandolino
- Phil Smillie - voce, flauto, whistle, bodhrán, tastiere
- Bill Bourne - voce, bouzouki, chitarra acustica, chitarra elettrica, fiddle, tastiere, basso a pedaliera
- Alan MacLeod - bagpipes, mandolino, whistle, bodhrán

Musicista aggiunto
- Zan MacLeod - basso elettrico (brano: At the End of a Pointed Gun)
- Zan MacLeod - chitarra elettrica solista e basso elettrico (brano: Marie Christine)

Note aggiuntive
- The Tannahill Weavers - produttore, arrangiamenti
- Registrato al TGS Studios di Chapel Hill, North Carolina, Stati Uniti (brani: A1, A2, A4, B1 e B3)
- Registrato al Farmsound Studio di Heelsum, Paesi Bassi (brani: A3, A5, B2, B4 e B5)
- Steve Gronback - ingegnere delle registrazioni (TGS Studios)
- Wil Hesen - ingegnere delle registrazioni (Farmsound Studio)
- Ken Mitchell - design copertina frontale
- Carla Frey - retrocopertina
- Mark Edward Atkinson - fotografia
- Wendy Newton - management e supervisore
- The Tannahill Weavers - note[2]